# Bonaparte Napóleon pénisze
Napóleon péniszét állítólag egy boncolás során amputálták nem sokkal halála után, 1821-ben. Azóta több tulajdonosa is volt, köztük A. S. W. Rosenbach, aki 1927-ben kiállította New Yorkban. 1977-ben John K. Lattimer vásárolta meg, azóta is családja magángyűjteményében van. Leírások szerint olyan, mint „egy bőrdarab vagy egy összezsugorodott angolna”.

## Története

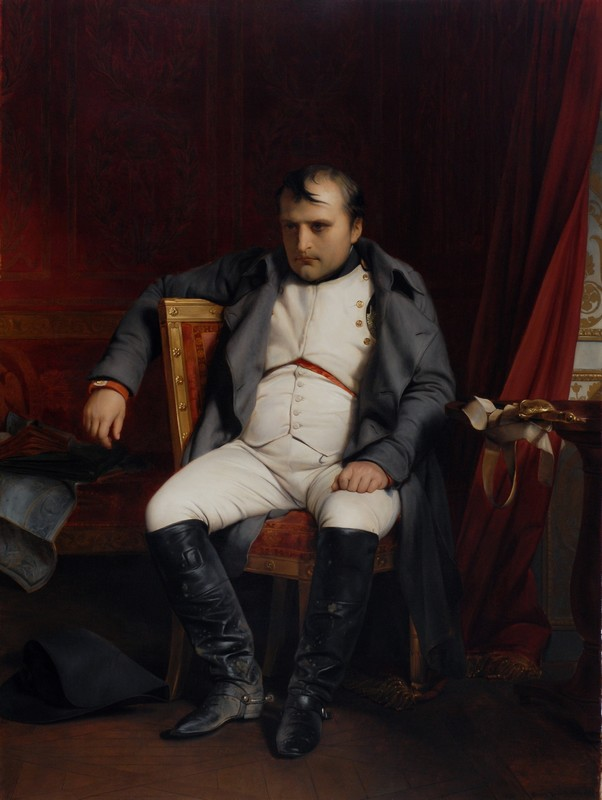
Napóleon a lemondása után Fontainebleau-ban, 1814 április 4-én. Paul Delaroche festménye

Napóleont a waterlooi csatavesztés után az Atlanti-óceán közepén fekvő Szent Ilona szigetére száműzték, ahol 1821 május 5-én meghalt A boncolást végző orvos, Francesco Antommarchi több más szervével együtt a péniszét is eltávolította. Nem egyértelmű, hogy ez szándékosan vagy véletlenül történt-e; lehetséges, hogy Napóleon káplánja bosszúból lefizette Antommarchit, amiért a császár impotensnek nevezte.
A szervet a káplán Szent Ilonáról Korzikára csempészte. 1916-ig a pap családjának birtokában volt, amikor a Maggs Bros londoni könyvkereskedő cég vásárolta meg. 1924-ben került a philadelphiai A. S. W. Rosenbach tulajdonába.
A péniszt 1927-ben a New York-i Francia Művészeti Múzeumban állították ki. A Time magazin riportere szerint olyan volt, mint egy „elhanyagolt szarvasbőr cipőfűző”. Más leírások „egy bőrdarabhoz vagy egy összezsugorodott angolnához” hasonlították. Rosenbach a szervet eladta Donald Hyde gyűjtőnek, akinek a felesége Hyde halála után John F. Flemingnek adta tovább. Tőle egy másik gyűjtő vásárolta meg, aki sikertelenül próbálta eladni a Christie’s egyik árverésén. John K. Lattimer urológus 1977-ben 3000 dollárért vásárolta meg a tárgyat. Jelenleg is a lánya tulajdonában van, akinek legalább 100 000 dollárt ajánlottak érte.

## Jellemzői
Leírások szerint a tárgy „alig hasonlít emberi testrészre”, hitelessége kérdéses. A Channel 4 dokumentumfilmje, a Dead Famous DNA szerint „nagyon kicsi”, mindössze 3,8 cm. Nem tudni, mekkora volt Napóleon életében. A tulajdonos csak tíz embernek engedte megnézni, és sosem készült róla felvétel.

## Fordítás
Ez a szócikk részben vagy egészben  a   Napoleon's penis című angol Wikipédia-szócikk ezen változatának fordításán alapul.  Az eredeti cikk szerkesztőit annak laptörténete sorolja fel. Ez a jelzés csupán a megfogalmazás eredetét és a szerzői jogokat jelzi, nem szolgál a cikkben szereplő információk forrásmegjelöléseként.